# Utøya 22. juli
Utøya 22. juli (Engels: U-July 22) is een Noorse film uit 2018, geregisseerd door Erik Poppe.
De film toont in realtime de werkelijke gebeurtenissen op Utøya op 22 juli 2011 bijna geheel vanuit het perspectief van de 19-jarige Kaja. Kaja en de andere personages (behalve de slechts zeer beperkt in beeld komende dader) corresponderen echter niet één op één met werkelijke personen. Ook de precieze verhaallijn is fictief, maar wel samengesteld uit getuigenissen van overlevenden. In de film klinkt het werkelijke aantal schoten. Begeleiders zijn in de film niet te zien.

## Verhaal
De 19-jarige Kaja neemt op 22 juli 2011 deel aan een zomerkamp van een paar dagen op Utøya van de jeugdafdeling van de Arbeiderpartiet, samen met haar jongere zus Emilie. De twee maken ruzie omdat Emilie niet in de stemming is voor het kamp en  geen zin heeft om naar de barbecue te gaan, waarop Kaja alleen gaat. De jongeren horen het nieuws van een bomaanslag in Oslo die middag, en dat de dader nog vrij rondloopt. Een meisje is bezorgd om haar moeder, die daar in de buurt werkt, en probeert haar te bellen. Andere jongeren bellen naar huis om te vertellen dat ze veilig op het eiland zijn.
Plotseling horen de jongeren schoten en geschreeuw van afschuw/angst/pijn, en zien ze mensen wegrennen. Iemand vertelt dat de politie op jongeren schiet. Het schieten blijft maar doorgaan, een uur lang. Afwisselend verschuilt Kaja zich, samen met andere jongeren, en gaat ze op zoek naar Emilie (die is niet in haar tent, haar mobiele telefoon heeft ze er achtergelaten). Ze ziet een jonge jongen die met een jas in een opvallende kleur zonder zich te verbergen op zijn grote broer zit te wachten, en raadt hem dringend aan de jas uit te trekken en zich te verstoppen. Een in haar rug geschoten meisje staat ze bij bij het sterven. Uiteindelijk gaat ze naar de rotskust van het eiland. Veel jongeren proberen zwemmend te vluchten, maar er wordt ook op mensen in het water geschoten. Kort daarna klinkt het geluid van een helikopter en houden de schoten eindelijk op. Er komen boten jongeren ophalen.

## Rolverdeling
| Acteur                       | Personage               |
| ---------------------------- | ----------------------- |
| Andrea Berntzen              | Kaja                    |
| Aleksander Holmen            | Magnus                  |
| Brede Fristad                | Petter                  |
| Elli Rhiannon Müller Osborne | Emilie                  |
| Sorosh Sadat                 | Issa                    |
| Ada Eide                     | Caroline                |
| Jenny Svennevig              | Oda                     |
| Mariann Gjerdsbakk           | Silje                   |
| Ingeborg Enes                | Kristine                |
| Magnus Moen                  | Tobias                  |
| Solveig Koløen Birkeland     | Gewond meisje           |
| Daniel Sang Tran             | Even                    |
| Torkel Dommersnes Soldal     | Herman                  |
| Karoline Schau               | Sigrid                  |
| Tamanna Agnihotri            | Halima                  |
| Ann Iren Ødeby               | Bestuurder reddingsboot |
| ?                            | Schutter                |

## Productie
De film werd gefilmd in een enkele long take (een one-shot-film). Deze werd enkele malen opgenomen, en van deze complete versies werd er één geselecteerd.

## Release
Utøya 22. juli ging op 19 februari 2018 in première op het internationaal filmfestival van Berlijn in de competitie voor de Gouden Beer.